# Дунхэгэр
Дунхэгэр (монг. Дунхэгэр) — гора в горах Байтак-Богдо, хребет Байтаг-Богдо-Ула в Алтайской горной стране в Азии. Административно находится в аймаке Баян-Улгий Монголии, на государственной границе между Китаем и Монголией.
Хребет равноудален от основных частей Алтая и Тянь-Шаня и изолирован от этих горных систем обширными пустынями. Гора имеет высоту 3256 м.  В сторону Монголии её склоны пологие, покрыты степной растительностью, а в сторону Китая — более обрывистые. К 3000 м растительность переходит в тундровую.
Объект спортивного туризма.